# واسیلیفکا (شهرستان استرلیتاماکسکی، باشقیرستان)
واسیلیفکا (انگلیسی: Vasilyevka, Sterlitamaksky District, Republic of Bashkortostan) یک شهرک در شهرستان استرلیتاماکسکی استان باشقیرستان کشور روسیه است.